# Victor Lugger
Victor Lugger, né en 1984 à Strasbourg, est un entrepreneur et homme d'affaires français. Il est le cofondateur de l'entreprise Big Mamma.

## Biographie
Après des études à HEC Paris, il devient directeur financier de My Major Company. Avec Tigrane Seydoux, un ancien camarade de promo d'HEC qu'il retrouve par l'intermédiaire de Stéphane Courbit, il travaille sur un projet de chaîne de crêpes, avant de s'orienter vers la restauration italienne, qu'ils jugent plus universelle,.
En 2015, Lugger et Seydoux créent donc Big Mamma, une chaine de restaurants italiens,,, avec l'aide de plusieurs gros investisseurs français, dont Stéphane Courbit, Xavier Niel, Frédéric Biousse, Elie Kouby, Sébastien Breteau, et Frédéric Jousset. 
En 2017, il est avec son associé élu entrepreneur de l'année par Gault et Millau. 
En 2021, avec Tigrane Seydoux et Christine de Wendel, il fonde la start-up Sunday (appli de paiement) et réalise une levée de fonds de 100 millions de dollars. 
En juillet 2023, le groupe compte 24 restaurants dans cinq pays. Lugger et Seydoux, ainsi que dix-sept investisseurs historiques, vendent en 2023 la majorité des parts de Big Mama au fonds d'investissement anglais McWin, qui devient actionnaire majoritaire ; Lugger et Seydoux, qui empochent plusieurs millions d'euros dans la transaction, restent co-directeurs généraux,.